# Tempel der Atargatis

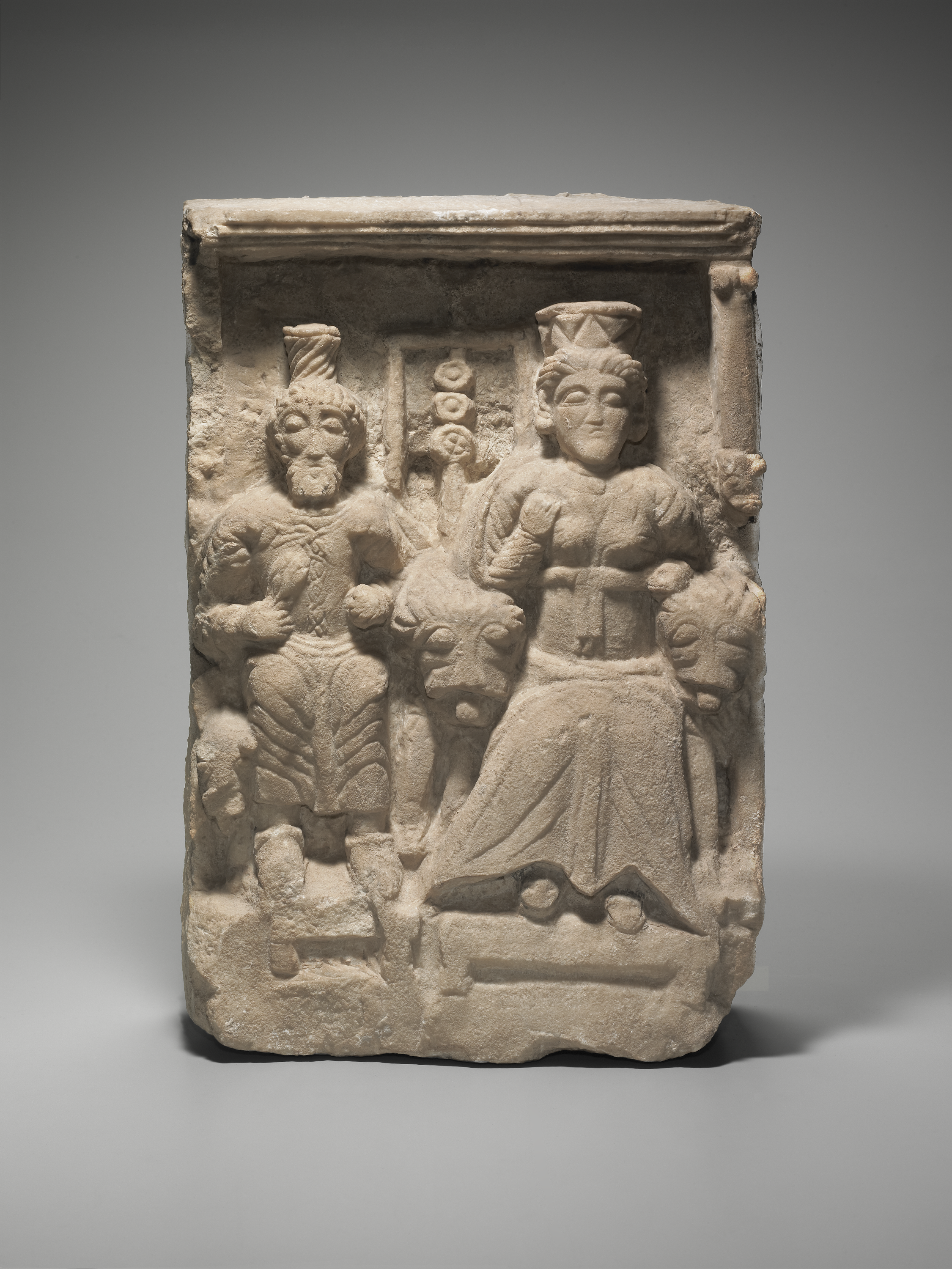
Relief aus dem Tempel der Atargatis

Der Tempel der Atargatis in Dura Europos ist einer der Haupttempel der antiken Stadt. Der Bau wurde im ersten nachchristlichen Jahrhundert, als die Stadt unter parthischer Herrschaft stand, errichtet und unter der Leitung von Maurice Pillet 1928–1929 ausgegraben. Der Tempel liegt südlich des Zentrums (von den Ausgräbern als Agora bezeichnet) der Stadt und nimmt dort den nordöstlichen Teil des Häuserblockes H2 ein. Der Kultbau liegt nahe beim Tempel der Artemis Azzanathkona. Ein Relief auf dem Allerheiligsten des Tempels zeigt die Göttin Atargatis, auf beiden Seiten von Löwen flankiert und begleitet durch ihren Gemahl Hadad. Zwischen beiden, über dem linken Löwen, ist eine Kultstandarte abgebildet. Es handelt sich vielleicht um das Hauptkultbild im Tempel. Der Tempel besitzt einen Hof mit monumentalem Eingang und drei Allerheiligsten an der Rückwand sowie einem davor gelegenen Pronaos. Atargatis war die Gemahlin und Mutter des Adonis und des Hadad. Diesen Gottheiten gehörten vielleicht die beiden anderen der Naoi. Es fanden sich auch Reste von Wandmalereien. Um den Hof finden sich diverse Räume, einige von ihnen mit Bänken den Wänden entlang. Einige dieser Räume werden als Kapellen für andere Gottheiten gedient haben, während es sich bei anderen Räumen um Speisezimmer für die Kultgemeinschaft handelte.
Diverse antike Besucherinschriften berichten von den Leuten, die das Heiligtum besuchten. So wurde der Tempel auch von Leuten aus Hatra frequentiert. Eine in Hatranisch (eine Aramäische Sprache) verfasste Besucherinschrift ist an den Gott der Stadt Hatra namens Šamaš gerichtet. Ansonsten stammen auffallend viele Inschriften im Tempel, die zum Teil in die Wände geritzt wurden, von Frauen. Aus der ersten Hälfte des ersten nachchristlichen Jahrhunderts stammt eine Inschrift, die die Weihung einer Kapelle erwähnt. Eine Reihe weiterer Inschriften datiert in das Jahr 69 n. Chr. Einige der in den Inschriften genannten Frauen kamen anscheinend aus der Familie der Statthalter von Dura Europos. Eine Frau war die Enkelin des Statthalters Lysias, eine andere Frau die Gemahlin des Statthalters Seleukos.
In den Mauern des Tempels fand sich eine Keilschrifttafel mit altbabylonischer Schrift verbaut, die den Ort Da-wa-ra nennt. Bei diesem Ort mag es sich um eine alte Bezeichnung von Dura (Europos) handeln.